# Majoros Sándor
Majoros Sándor (Bácskossuthfalva (Ómoravica), 1956. július 27. –) József Attila-díjas (2004) író. Írói álnevei: Benjamin Babbler, Rahim Bërisha.

## Életpályája
1976–1991 között szülővárosában elektrotechnikusként dolgozott. Novelláit eleinte a 7Nap, Üzenet, Magyar Szó, HÍD és Új Symposion közölte. 1991 óta Budapesten él. 1991-1994 között kultúrházi gondnok, majd 1995-től 1998-ig a Magyar Napló rovatszerkesztője. 1998-tól 2004-ig különféle napi- és hetilapoknál újságíró. 2007-től 2021-ig webes szerkesztéssel foglalkozó köztisztviselő. 2004-től a Regénytár és az Irodalmi Élet honlapok működtetője.

## Művei
- A visszhangkísérlet (elbeszélések, Fórum Kiadó, 1989)
- Távolodás Bácskától (novellák, KÉZirat Kiadó, 1994)
- Kirándulás a Zöld-szigetre (novellák, Kráter Műhely Egyesület, 1999)
- Meghalni Vukovárnál (regény, Timp Kiadó, 2003)
- Akácfáink sokáig élnek (novellák, Timp Kiadó, 2004)
- Emberrel esik meg (novellák, Timp Kiadó, 2007)
- Tranzitszálló (kisregények, Magyar Napló Kiadó, 2009)
- Közelebb, mint amilyen távol (Rahim Bërisha álnéven, regény, Timp Kiadó, 2010)
- A 7 mesterbölcsész (Benjamin Babbler álnéven, regény, Regénytár, 2012)
- Az eperfa nyolcadik gyökere (regény, Magyar Napló Kiadó, 2013)
- Az ellenség földje (novellák, Magyar Napló Kiadó, 2017)
- Rejtőzködő határok (válogatott novellák, Magyar Napló, 2021)
- Rézeleje (regény, Magyar Napló Kiadó, 2022)
- Az ellopott vaporetto (szatirikus bűnügyi regény, Dr. Kotász Könyvkiadó, 2024)
- Woland professzor Szabadkán (novellák, Magyar Napló Kiadó, 2024)
- Fekete fény (novellák, Kerékgyártó Györggyel közösen, Dr. Kotász Könyvkiadó, 2024)
- Kiforogta a szó (regény, Magyar Napló Kiadó, 2025)

## Online elérhető művei
- Az ellopott vaporetto (regenytar.hu)

## Díjai
- Üzenet-díj (1989)
- Szirmai Károly-díj (1990)
- Sinkó Ervin-díj (1990)
- IRAT-nívódíj (1995)
- Déry Tibor-díj (1995)
- A Magyar Honvédség és a Magyar Írószövetség nívódíja (1997, 1999)
- A Holmi novellapályázatának díja (1997)
- József Attila-díj (2004)
- Édes Anyanyelvünk pályázat első helyezés (2004)
- Artisjus-díj (2008)
- Márai Sándor-díj (2011)
- Magyar Művészeti Akadémia – Könyvnívódíj (2017)[2]
- Magyar Arany Érdemkereszt (2018)[3]
- Magyar Művészeti Akadémia Könyvnívódíj (2023)